# Vanikoro plicata
Vanikoro plicata is een slakkensoort uit de familie van de Vanikoridae. De wetenschappelijke naam van de soort is voor het eerst geldig gepubliceerd in 1844 door Recluz.